# Spiennes
Spiennes ist ein Ort, der zur Stadt Mons (dt. und nl. Bergen) im Hennegau (Belgien) gehört. Er liegt ungefähr sechs Kilometer südöstlich von Mons am Ostrand des Kohlereviers Borinage.

## Feuersteinbergwerke
Spiennes ist besonders für seine jungsteinzeitlichen Feuersteinminen (Camp à Cailloux, Petit Spiennes) bekannt, die seit 2000 von der UNESCO auf der Liste des Weltkultur- und Naturerbes der Menschheit geführt werden. Das Areal mit über 8000 Schächten gehört zu den größten in Europa. Die Schächte sind rund 15 Meter tief und bedecken ein Gebiet von gut 100 Hektar. Sie wurden im 19. Jahrhundert beim Bau einer Bahnlinie entdeckt. Ihre Ausbeutung begann ungefähr 4000 v. Chr. (Michelsberger Kultur) und dauerte bis etwa 750 v. Chr., die dort abgebauten Feuersteine wurden weit verbreitet angetroffen.

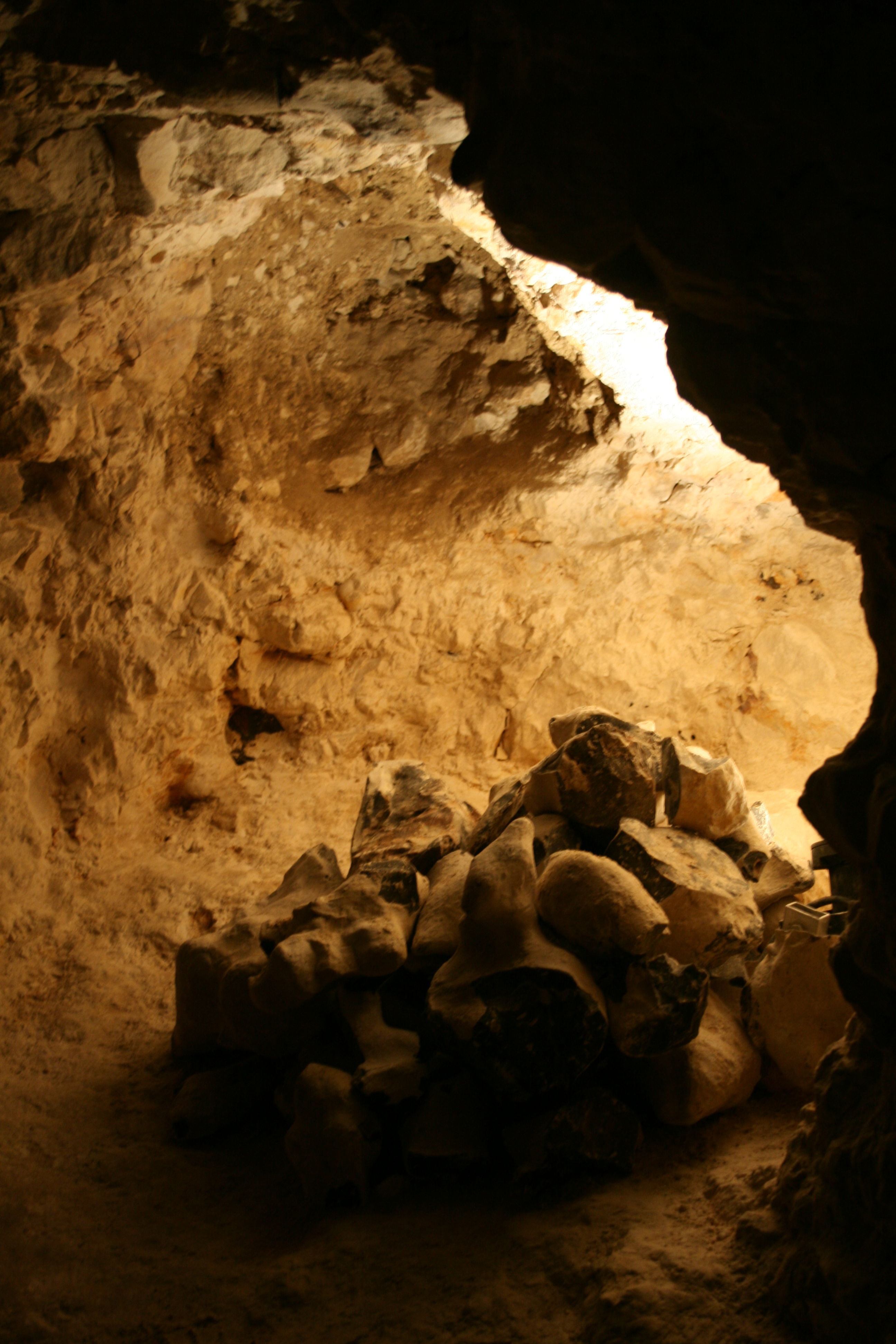
In den neolithischen Feuersteinbergwerken
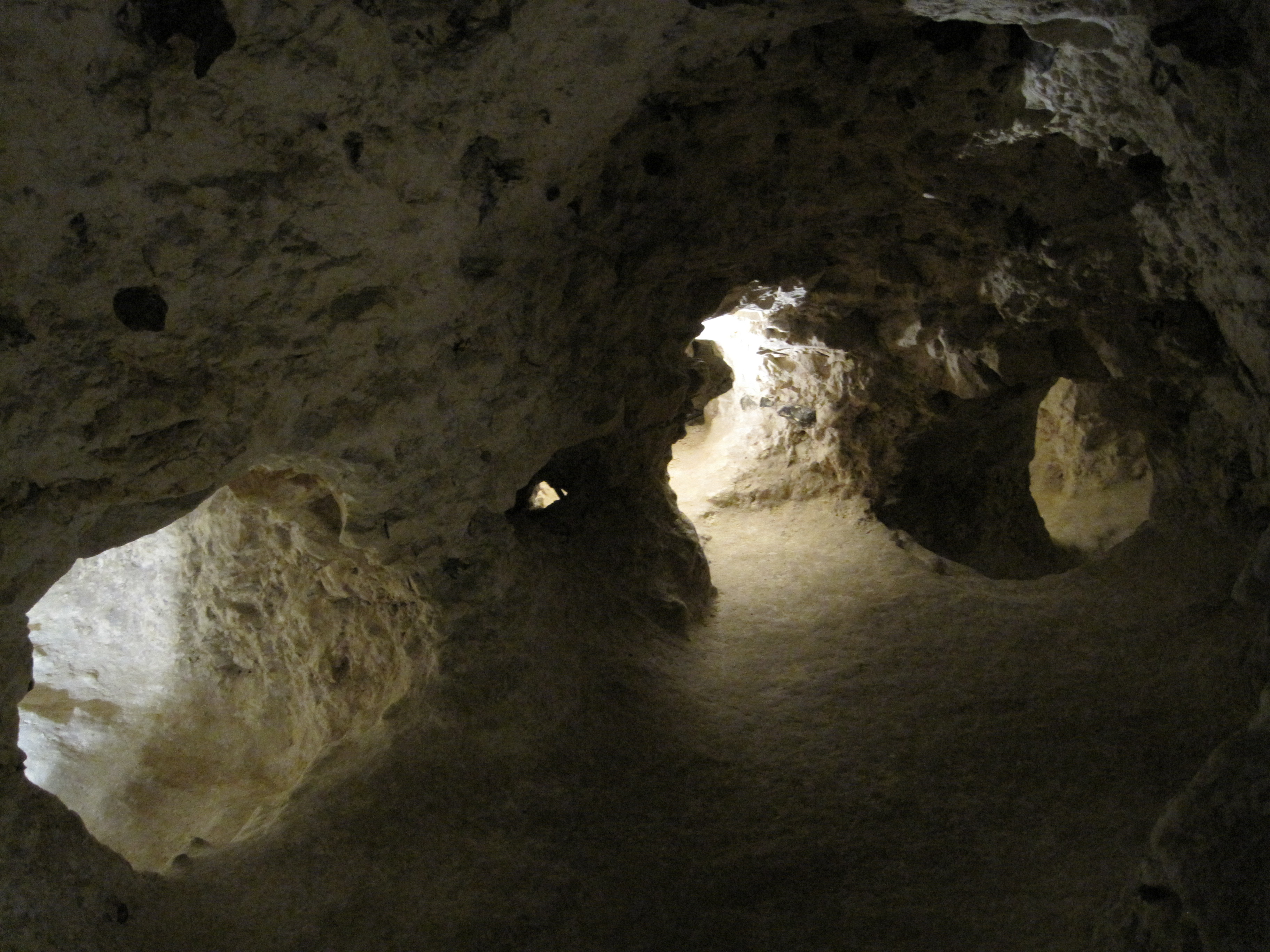
In den Feuersteinbergwerken
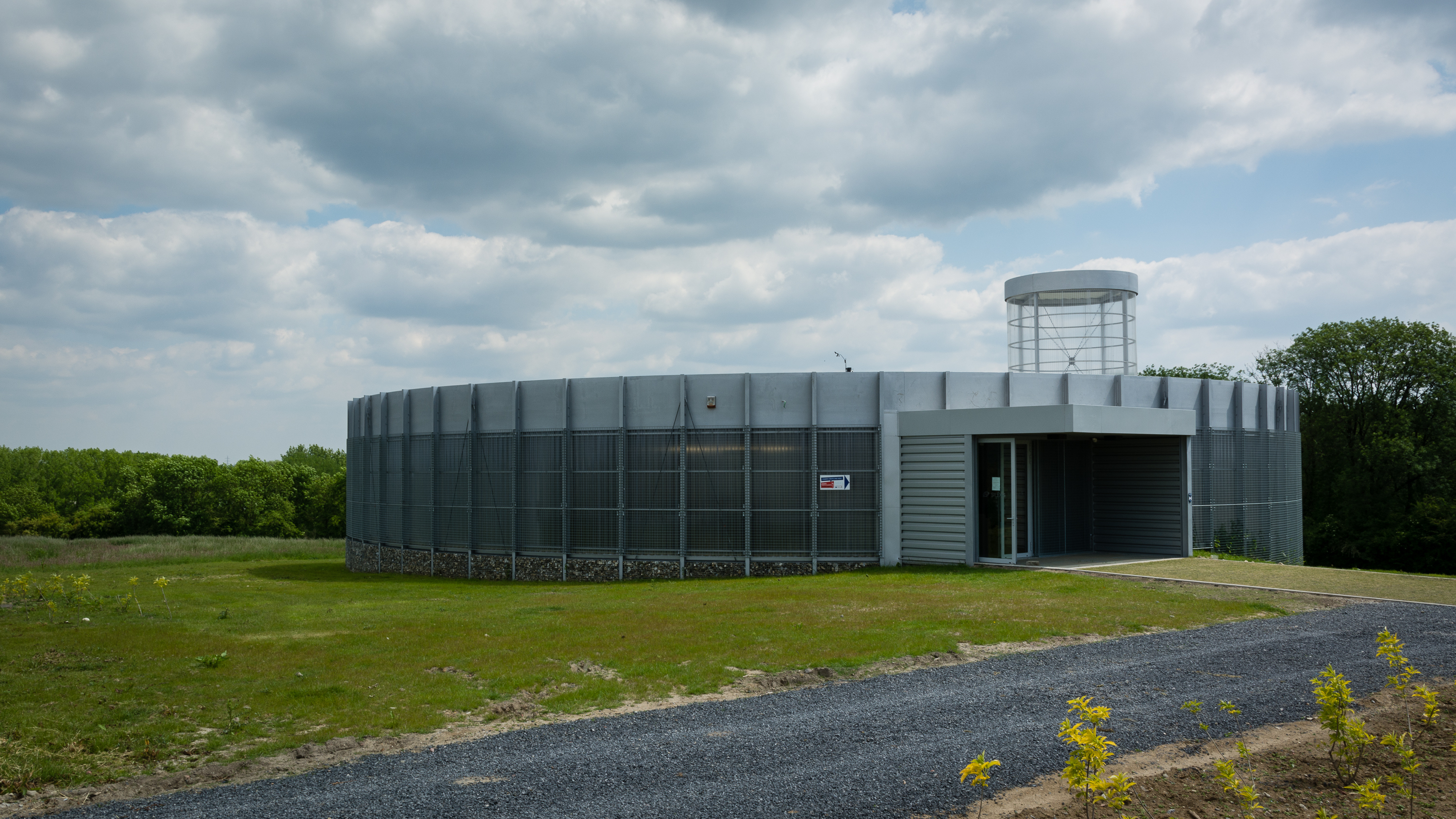
Museum zu den Feuersteinminen

## Andere Sehenswürdigkeiten
- Kirche von 1753
- Menhir von Haulchin

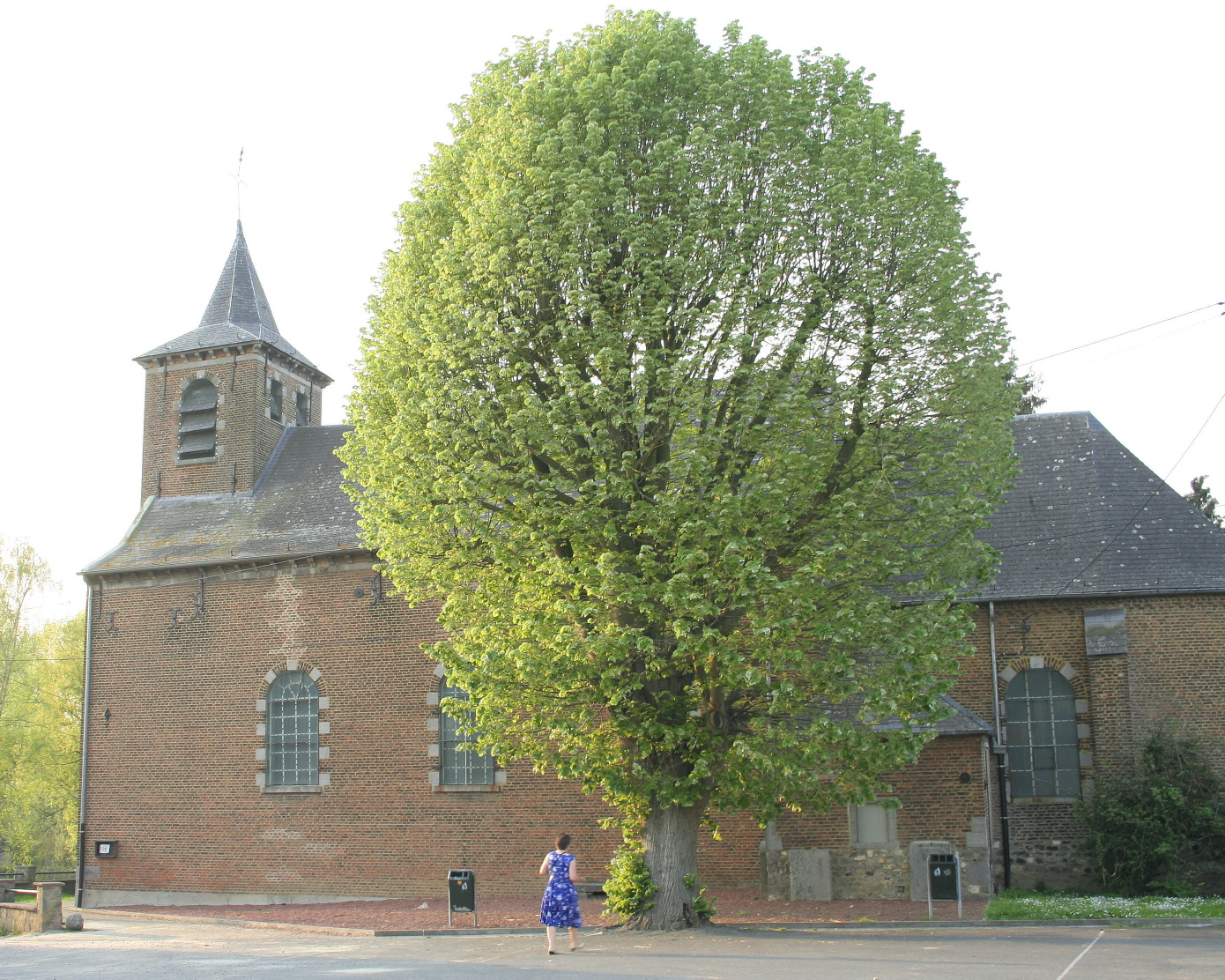
Die St.-Amand-Kirche in Spiennes

- Gallo-römische (Belger) Begräbnisstätte